# 아쓰모리

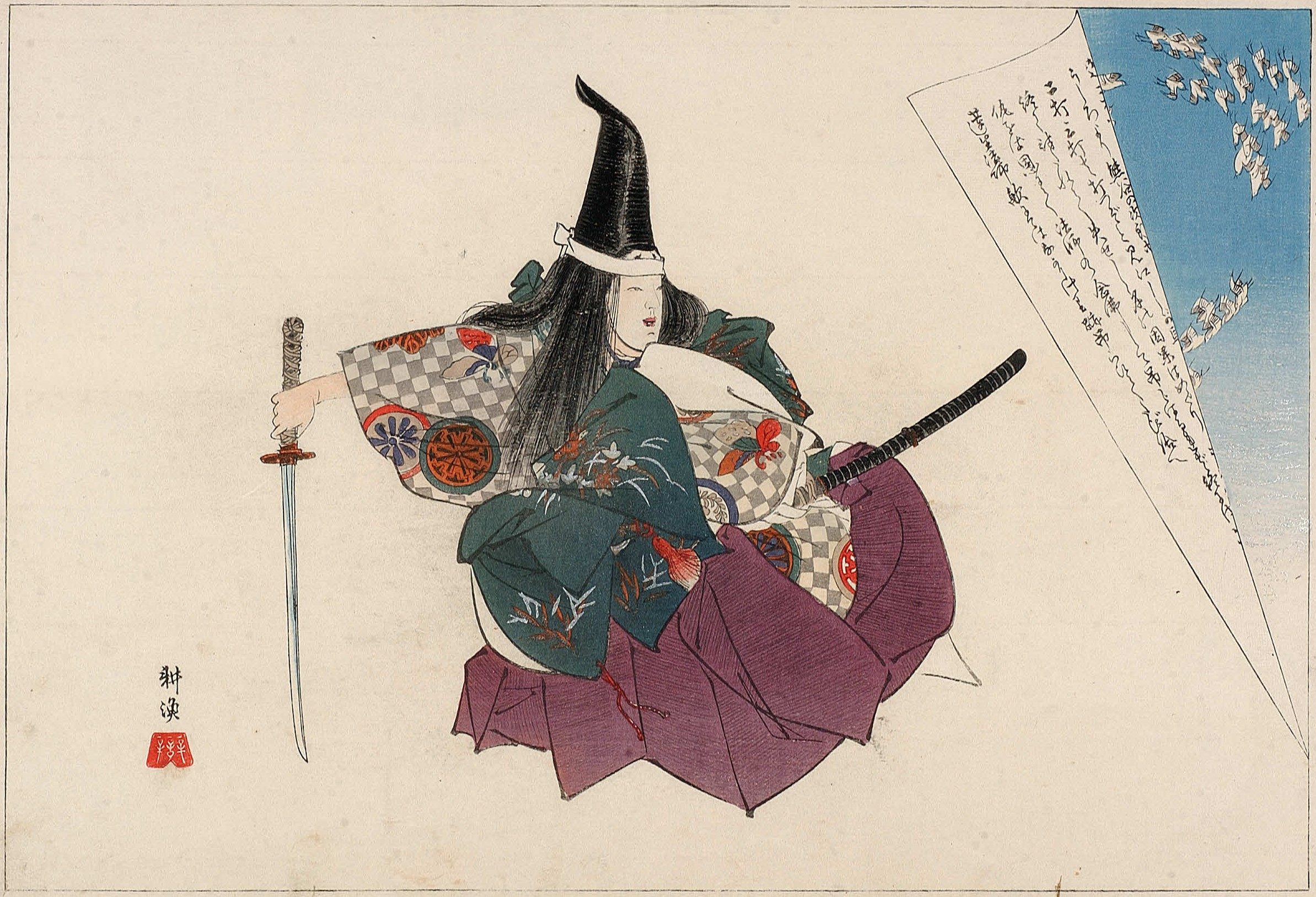
아쓰모리를 묘사한 삽화

《아쓰모리》(敦盛)는 일본의 전통 공연인 노(能)의 공연 작품 중 하나로, 겐페이 전쟁 시기 다이라노 아쓰모리(平敦盛)에 대한 이야기를 다루고 있다.

## 개요
겐페이 전쟁의 주요 전투인 이치노다니 전투에서 다이라노 아쓰모리는 적장 구마가이 나오자네와의 싸움 끝에 전사한다. 나오자네는 아쓰모리 또래의 아들이 있어서 그를 살려주려고 하나, 거절 당해 슬퍼하며 목을 잘랐다고 전해진다. 이를 계기로 나오자네는 인생무상을 느끼고 출가하였다고 한다.
센고쿠 시대의 주요 다이묘였던 오다 노부나가가 즐겨 불렀던 것으로 유명하다. 노부나가는 세력 확장의 계기가 된 오케하자마 전투 출전 직전에 《아쓰모리》를 부르고 나가 적장 이마가와 요시모토의 목을 베었다고 전해진다.